# Niedźwiada (gmina)
Niedźwiada (do 1954 gmina Tarło) – gmina wiejska w województwie lubelskim, w powiecie lubartowskim. W latach 1975–1998 gmina była położona w ówczesnym województwie lubelskim.
Gminę Niedźwiada przecinają: droga wojewódzka nr 815 (Lubartów-Wisznice), droga wojewódzka nr 821 (Tarło-Ostrów Lubelski) oraz linia kolejowa nr 30 (Lublin-Lubartów-Parczew-Łuków).
Według danych gminy Niedźwiada, w 2019 roku gminę zamieszkiwały 6343 osoby. Największymi miejscowościami gminy są: Pałecznica (844 mieszkańców), Tarło-Kolonia (570 mieszkańców), Brzeźnica Bychawska (518 mieszkańców) i Górka Lubartowska (507 mieszkańców).
Największym bogactwem naturalnym gminy są złoża bursztynu i glaukonitu znajdujące się w jej zachodniej części oraz formierskie i kwarcowe piaski.
W gminie od 1988 roku działa Gminny Klub Sportowy Niedźwiada (GKS Niedźwiada). Drużyna występuje w lubelskiej Klasie A, czyli lidze regionalnej zarządzanej przez Lubelski Związek Piłki Nożnej. Od 1999 roku w gminie funkcjonuje również Uczniowski Klub Sportowy „Dystans” (tenis stołowy, piłka nożna).
Siedzibą Urzędu Gminy Niedźwiada jest miejscowość Niedźwiada-Kolonia.
Na terenie gminy, w latach 2005–2007 planowano budowę Międzynarodowego Portu Lotniczego. Koncepcja ta jednak ostatecznie upadła, a lotnisko dla Lublina w 2012 roku powstało w Świdniku.

## Infrastruktura i gospodarka

### Drogi i komunikacja
Długość dróg wojewódzkich w gminie Niedźwiada wynosi 16,4 km, powiatowych 40,89 km (w tym asfaltowe – 33,18 i gruntowe 7,71 km). Długość dróg gminnych wynosi 36,729 km (z czego 16,424 km to drogi asfaltowe i 20,305 km to drogi gruntowe). Drogi wewnętrzne w gminie wynoszą 7,379 km.
Drogi wojewódzkie to: część drogi 815 Wisznice – Lubartów o długości 10,082 km oraz odcinek drogi 821 Klementynów – Ostrów Lubelski o długości 6,320 km. Drogi powiatowe to: 1253 L Czemierniki – Cegielnia – Leszkowice – Klementynów, 1551 L Lubartów – Chlewiska – Pałecznica – Tarło Kolonia, 1553 L Niedźwiada – Brzeźnica Bychawska – (Kaznów), 1554 L Brzeźnica Książęca – Zabiele – Brzeźnica Bychawska, 1555 L Niedźwiada – Brzeźnica Książęca – Gródek Szlachecki, 1556 L Tarło – Berejów – Brzeźnica Bychawska. Drogi gminne: 103504 przez Brzeźnicę Leśną; 103505 przez Brzeźnicę Leśną; 103506 przez Brzeźnicę Książęcą Kolonię; 103507 przez Brzeźnicę Książęcą; 103508 od Niedźwiady Kolonii do Górki Lubartowskiej; 103509 przez Niedźwiadę Kolonię; 103510 od Klementynowa do Brzeźnicy Bychawskiej Kolonii; 103511 w Zabielu; 103512 w Zabielu; 103513 Zabiele; 103514 w Pałecznicy; 103515 od Tarła do Tarła Kolonii; 103516 w Tarle Kolonii; 103617 od Berejowa do Tarła Kolonii; 103518 w Berejowie; 103519 w Berejowie; 103520 od Pałecznicy Kolonii do Kaznowa oraz 1552 L przejętą przez gminę w 2004 roku. Dzięki funduszom europejskim wyremontowano najbardziej zniszczone drogi zarówno powiatowe, jak i gminne. W gminie Niedźwiada kursują szynobusy.

### Gospodarka wodno-ściekowa oraz gospodarka odpadami
Pobór wody w gminie Niedźwiada jest realizowany z pięciu stacji uzdatniania wody w miejscowościach: Brzeźnica Bychawska, Górka Lubartowska, Niedźwiada Kolonia, Tarło Kolonia, Zabiele. W 2009 roku siecią wodociągową główną (o łącznej długości 69 243 m) objęte były wszystkie miejscowości; budowana jest również kanalizacje sanitarna.

### Telekomunikacja
Gmina Niedźwiada jest w pełni stelefonizowana. Ten proces rozpoczął się tutaj na początku lat 90 z inicjatywy mieszkańców, którzy skupili się w „Społecznych komitetach telefonizacyjnych”. Operatorami dostępnymi na terenie gminy jest Orange, Netia, Tele 2. Pomimo dostępności do telefonii stacjonarnej w ostatnich latach mieszkańcy gminy rezygnują z telefonów stacjonarnych na rzecz telefonów komórkowych. Dość dobry dostęp jest również do internetu. W 2012 roku w ramach projektu Regionalna Sieć Szerokopasmowa Lublin północny wschód na terenie gminy zainstalowano punkty publicznego dostępu do internetu.

### Gospodarka i rolnictwo
Znaczna część ludności gminy Niedźwiada pracuje na roli. W 2006 roku liczba gospodarstw na terenie Gminy Niedźwiada większych wynosiła 3 292 (w tym gospodarstw do 1 ha 1 381). W dużej ilości gospodarstw uprawia się zboże (żyto, owies, pszenżyto, gryka, pszenica), sadzi ziemniaki oraz chowa zwierzęta gospodarskie (w znacznym stopniu bydło, trzodę chlewną). W ostatnich latach coraz więcej mieszkańców uprawia owoce miękkie na większą skalę (truskawka, malina, aronia oraz porzeczka).
Na dzień 31 grudnia 2006 w Gminie Niedźwiada zarejestrowanych było 177 podmiotów gospodarczych (5 zakładów produkcyjnych, 15 zakładów transportowych, 157 zakładów usługowych). Większość zakładów na terenie gminy stanowią mikroprzedsiębiorstwa. W tym też roku poziom bezrobocia wynosił 6,6%.

## Struktura powierzchni, położenie oraz zasoby przyrodnicze
Według danych z roku 2002 gmina Niedźwiada ma obszar 95,82 km², w tym:
- użytki rolne: 76%
- użytki leśne: 15%

Gmina stanowi 7,43% powierzchni powiatu oraz 0,38% województwa lubelskiego.
Gmina Niedźwiada ulokowana jest w centralnej części woj. lubelskiego, na północ od stolicy województwa – Lublina. Jest również oddalona 12 km od Lubartowa. Pod względem fizycznogeograficznym gmina położona jest na Równinie Lubartowskiej, we wschodniej części Małego Mazowsza (należy ono do Doliny Wielkich Dolin). Jej powierzchnia rozciąga się pomiędzy doliną Wieprza (na zachodzie) a linią przekraczającą miejscami 1,5 km dolinę Piskornicy (od wschodu). Od południowej strony granicę gminy stanowi dolina Strugi, a od północy sztuczna granica z Gminą Siemień. Graniczy z sześcioma innymi gminami m.in.: Gminą Serniki (od południa), Gminą Ostrów Lubelski (od południa i częściowo wschodu), Gminą Ostrówek (od zachodu), Gminą Lubartów (od zachodu), Gminą Siemień (od północy),Gminą Parczew (od północnego wschodu).
Na obszarze Gminy Niedźwiada użytkowane jest dwa rodzaje surowców, tj. piasek i żwir oraz torf. Występują również pokłady węgla kamiennego, zasoby gliny zwałowej, bursztynu (w Górce Lubartowskiej) oraz gazu łupkowego. Lasy w gminie charakteryzuje różnorodność siedliskową. Zajmują 15,9% powierzchni gminy i są schronieniem dla wielu cennych gatunków roślin i zwierząt. Największy kompleks leśny o pow. 6 km kwadratowych znajduje się od wschód od Pałecznicy i sięga po Ostrów Lubelski. Inny duży fragment lasu zachował się w części północno-zachodniej gminy, wokół torfowiska noszącego nazwę Wygorzel a trzy mniejsze obszary leśne znajdujące się pomiędzy Niedźwiadą a Brzeźnicą Książęcą w górnym biegu Piskornicy (las Wycinki), jak również las Zagaje na wschód od Klementynowa. Na terenie gminy znajduje się 50 gatunków roślin. Są to między innymi grążel żółty, turzyca bagienna, rosiczka okrągłolistna, kruszczyk błotny, storczyk szerokolistny, wierzba lapońska. Na terenie gminy wyróżnia się kilka typów siedlisk przyrodniczych: zbiorowiska roślinności wodnej, zbiorowiska łąkowe i pastwiskowe, zbiorowiska szuwarowe, zbiorowiska łęgowe, zbiorowiska leśne i zaroślowe, zbiorowiska torfowiskowe, zbiorowiska kserotermiczne.
W Gminie Niedźwiada znajdują się unikatowe enklawy przyrodnicze, które zostały objęte ochroną prawną:
- rezerwat Jezioro Bagno zlokalizowane w Brzeźnicy Książęcej. Zajmuje powierzchnię 167,8 ha. W jego skład wchodzi torfowisko traw tzw. Bagno Jezioro i przylegające do niego torfowisko niskie z zakrzewieniami, zadrzewieniami, potorfiami i łąkami.
- użytek ekologiczny Piskornica ulokowany w Brzeźnicy Książęcej. Zajmuje powierzchnię 65,5 ha. Tworzą go potorfia i łąki położone w dolinie Piskornica.
- zespół przyrodniczo-krajobrazowy Górka Lubartowska mający powierzchnię 89 ha i obejmujący fragment wąskiej doliny Wieprza.
- korytarz ekologiczny – Dolina Wieprza pełni rolę korytarza ekologicznego o znaczeniu regionalnymi jest głównym, naturalnym ciągiem ekologicznym na terenie tutejszej gminy.
- korytarz ekologiczny – obszar jeziora w zlewni górnej Bobrówki z doliną Wieprza na terenie gminy obejmuje fragment wielogatunkowego lasu Pałeckiego ze śródleśnymi łąkami[51][53]

## Demografia
Dane z 30 czerwca 2004:
| Opis                              | Ogółem | Ogółem | Kobiety | Kobiety | Mężczyźni | Mężczyźni |
| --------------------------------- | ------ | ------ | ------- | ------- | --------- | --------- |
| Jednostka                         | osób   | %      | osób    | %       | osób      | %         |
| Populacja                         | 6362   | 100    | 3194    | 50,2    | 3168      | 49,8      |
| Gęstość zaludnienia [mieszk./km²] | 66,4   | 66,4   | 33,3    | 33,3    | 33,1      | 33,1      |

Dane z 30 czerwca 2013:
| Opis                              | Ogółem | Ogółem | Kobiety | Kobiety | Mężczyźni | Mężczyźni |
| --------------------------------- | ------ | ------ | ------- | ------- | --------- | --------- |
| Jednostka                         | osób   | %      | osób    | %       | osób      | %         |
| Populacja                         | 6293   | 100    | 3157    | 50,2    | 3136      | 49,8      |
| Gęstość zaludnienia [mieszk./km²] | 65,7   | 65,7   | 33,0    | 33,0    | 32,7      | 32,7      |

W 2009 roku w gminie było 1893 gospodarstw domowych, zaś mieszkańcy Gminy Niedźwiada stanowili 7,04% mieszkańców powiatu oraz około 0,3% mieszkańców województwa.
Przed rokiem 1892 gmina Niedźwiada (właściwie gmina Tarło) miała 4223 mieszkańców (w tym 99 prawosławnych i 44 Żydów).

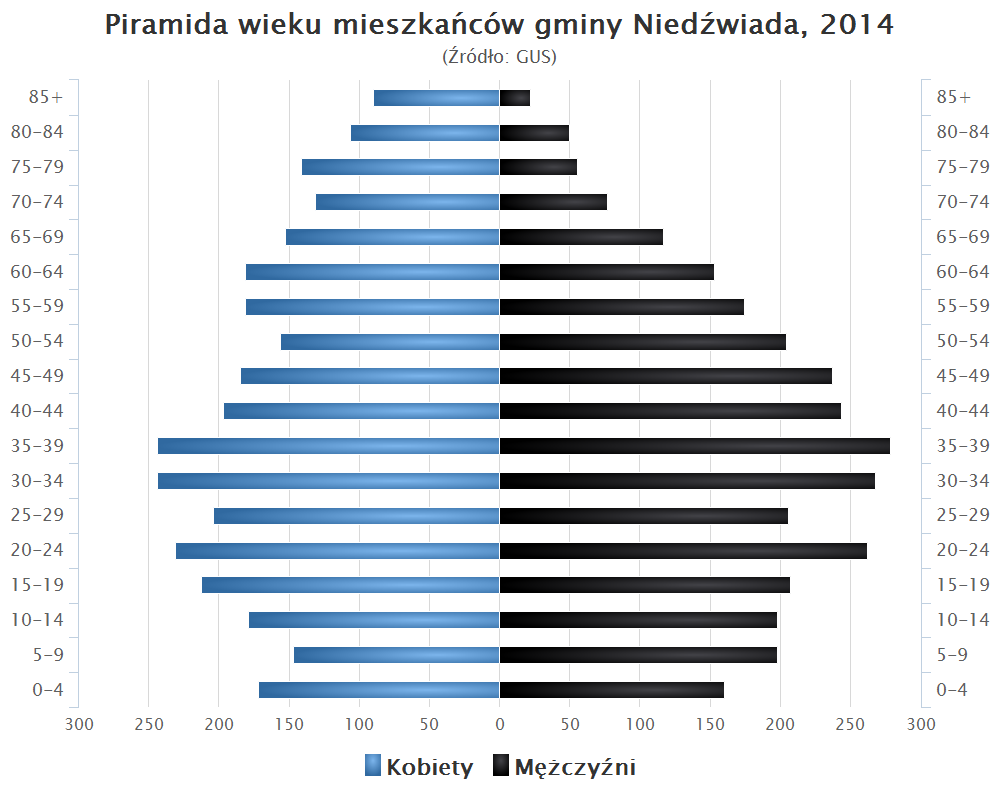
Piramida wieku mieszkańców gminy Niedźwiada w 2014 roku

## Oświata
Na terenie gminy działa sześć szkół podstawowych (w Niedźwiadzie, Brzeźnicy Bychawskiej, Brzeźnicy Książęcej, Górce Lubartowskiej, Tarle oraz Pałecznicy) oraz jedno gimnazjum (Gimnazjum im. Bolesława Prusa w Niedźwiadzie). Wszystkie placówki prowadzą dożywianie dzieci, zapewniają pełną opiekę w trakcie lekcji i przerw. Dobrze zorganizowany jest dowóz dzieci mieszkających w sąsiednich miejscowościach. Koordynacją działań związanych z systemem oświaty w gminie zajmuje się Biuro Obsługi Oświaty.
W ciągu ostatnich kilku lat, w związku z niżem demograficznym zauważa się spadek dzieci i młodzieży uczęszczających do tutejszych szkół.

## Sołectwa
Berejów, Brzeźnica Bychawska, Brzeźnica Bychawska-Kolonia, Brzeźnica Książęca, Brzeźnica Książęca-Kolonia, Brzeźnica Leśna, Górka Lubartowska, Klementynów, Niedźwiada, Niedźwiada-Kolonia, Pałecznica, Pałecznica-Kolonia, Tarło, Tarło-Kolonia, Zabiele, Zabiele-Kolonia.

## Sąsiednie gminy
Lubartów, Lubartów (miasto), Ostrów Lubelski, Ostrówek, Parczew, Serniki, Siemień